# Lady Nijō
Lady Nijō  (後深草院二条?, Go-Fukakusain no Nijō) (1258 – dopo il 1306) è stata una scrittrice e poetessa giapponese del periodo Kamakura, concubina dell'imperatore Go-Fukakusa dal 1271 al 1283, e in seguito monaca buddista.
Dopo anni di viaggio, intorno al 1304-06 scrisse il memoriale Diario di una Concubina Imperiale (Towazugatari), l'opera che oltre ad averla portata alla fama, è l'unica consistente fonte di informazioni sulla sua vita. Non si conosce il suo vero nome. "Nijō", ossia "seconda strada", le fu conferito dalla corte. Assegnare il nome di una strada alle dame di alto rango era un'usanza comune a quei tempi.

## Biografia
Lady Nijō apparteneva alla famiglia Koga, un ramo del clan Minamoto discendente dall'imperatore Murakami. Il padre e il nonno paterno ricoprirono posizioni importanti nella corte imperiale, e molti suoi parenti e antenati ricevettero riconoscimenti all'epoca per le loro abilità letterarie. In seguito alla morte della madre, Sukedaj, con la quale l'imperatore Go-Fukakusa aveva avuto una relazione sentimentale, Nijō all'età di quattro anni venne accolta a corte, e circa dieci anni dopo diventò la concubina dell'imperatore.
La vita a corte per Nijō non fu sempre facile. Il padre Minamoto (Koga) Masatada (1228-1272), che aveva occupato una posizione di alto prestigio alla corte dell'imperatore Go-Saga e del successre Go-Fukakusa, morì quando lei compì 15 anni, lasciandola in una posizione vulnerabile. Nella corte imperiale una donna senza la protezione della famiglia, senza marito e senza prole non poteva aspirare a occupare alcuna posizione di potere. Anche se Go-Fukakusa mostrò grande benevolenza verso di lei, non la sposò e la mantenne al rango di concubina; l'unico figlio che Nijō concepì con lui morì in tenera età. La stessa relazione che Nijō intrattenne con Go-Fukakusa era complessa: lei ebbe altri amanti e segrete gravidanze nel corso del tempo, e spesso preferì vivere lontana da lui e dalla corte. Divenne inoltre oggetto della gelosia di Higashi-Nijō, una delle consorti di Go-Fukakusa, che la odiava per i favori che il marito le riservava. Su richiesta di quest'ultima Nijō sarà espulsa dalla corte nel 1283.
Dopo la sua espulsione, Nijō prese i voti e diventò una monaca buddista. Non fu una scelta inusuale per l'epoca, mentre lo furono i viaggi che intraprese in diverse zone del paese. Generalmente i nobili di alto rango che prendevano i voti religiosi si stabilivano vicino alla capitale per condurre una vita tranquilla basata sulla preghiera. Non era mai accaduto prima che donne di alto rango come Nijō viaggiassero per lunghi tratti, e questa condotta all'epoca era ritenuta anche poco consona. Nijō motivò i suoi viaggi con il bisogno di dimenticare i dispiaceri sofferti e con il desiderio di seguire l'esempio del suo idolo, il poeta-monaco del XII secolo Saigyō, che aveva tratto ispirazione per la sua opera dai lunghi viaggi effettuati e dall'amore per la natura.
Nijō visitò molti luoghi famosi per la loro storia e le loro tradizioni letterarie, come Kamakura e Ise. Il suo pellegrinaggio non fu solo un mezzo per praticare la sua devozione religiosa, ma le permise anche, attraverso la visita di templi situati in diverse zone del paese, di raccogliere fonti letterarie e testimonianze che confermarono la sua convinzione che anche le donne potevano comprendere gli insegnamenti buddisti e trovare la salvezza. Il XII capitolo del Sutra del Loto sosteneva infatti la tesi opposta, ossia l'impossibilità per le donne di raggiungere l'illuminazione, in quanto soggette per natura a cinque ostacoli (pañcâvaraṇa). Ad esempio di questa sua ricerca, Nijō riportò nel suo memoriale la leggenda del mandala Taima con protagonista la principessa Chujō, e quella dell'Imperatrice Kyōgōku che venne salvata dopo essere caduta nell'inferno; altra leggenda raccolta nel Towazugatari è quella di una serva che diede l'elemosina al tempio e fu accolta nel paradiso Tusita in cui risiede il Bodhisattva Miroku.
Durante la sua vita religiosa, Nijō fece il voto di copiare cinque importanti sutra buddisti; il suo lavoro fu donato ad un tempio shintoista di Hachiman, il dio protettore del suo clan. Nel 1304 fece ritorno nella capitale per la morte di Go-Fukakusa, un evento che le spezzò il cuore. Due anni dopo incontrò l'imperatrice Yugi, figlia di GoFukakusa: fu l'ultimo legame intrattenuto con la corte imperiale. Informazioni sulla sua vita successive al 1306, compresa la sua morte, sono tuttora sconosciute.

### Diario di una concubina imperiale
Lady Nijō scrisse il memoriale Diario di una Concubina Imperiale (Towazugatari) con l'obiettivo di restaurare il prestigio della sua famiglia nel campo letterario, dopo che le poesie di suo padre furono escluse dalle nuove antologie imperiali. Forse a causa dei litigi che in seguito portarono la famiglia imperiale a dividersi nel periodo Nanboku-chō (1336-1392), o perché Nijō descrisse un lato troppo intimo e "umano" dell'ex-imperatore, la sua opera non venne molto diffusa. Il suo memoriale, di cui è sopravvissuta solo una copia, è stato riportato alla luce solo sei secoli dopo, nel 1938, dallo studente Yamagashi Tokuhei che lo individuò in mezzo ad altri testi collocati nella sezione di geografia della libreria imperiale di Tokyo. Nel 1940 Yamagashi pubblicò un articolo nella rivista Kokugo to kokubungaku per esporre al pubblico la sua scoperta. Egli accentuò l'importanza del diario per il suo valore storico, ma omise alcuni elementi importanti, quali ad esempio la relazione della poetessa con l'imperatore, per timore di essere considerato anti-patriottico a causa del fervore nazionalistico del periodo. L'autenticità del memoriale venne confermata mediante il confronto con un altro famoso diario dello stesso periodo: il Masukagami. A causa dei suoi contenuti scandalosi, all'inizio molti critici e alcuni esperti marchiarono Lady Nijō come una prostituta ed ignorarono la complessità del suo personaggio e il suo talento. Nel 1950 Yamagashi pubblicò la prima trascrizione completa del testo, mentre quella che includeva annotazioni per un pubblico di più ampio raggio venne data alle stampe nel 1966.
Il Towazugatari è diviso in 5 libri. Iniziato quando Nijō aveva 14 anni, e terminato quando ne aveva 49, copre 35 anni, dal 1271 al 1306. I primi tre libri parlano della vita di Nijō a corte, della sua relazione con l'ex-imperatore GoFukakusa, e della sua vita amorosa. Generalmente Nijō è ambigua quando si riferisce ai suoi amanti, non usa nomi o titoli nobiliari. Solo i suoi due amanti più importanti vengono citati con un affettuoso pseudonimo: Yuki no Akebono (alba della neve), identificato dagli studiosi in Sainonji Sanekane, e Ariake no Tsuki (alba della luna), il principe imperiale, fratellastro di Gō-Fukakusa e capo sacerdote del tempio Ninna-ji. Lady Nijō ebbe anche una relazione con l'ex-imperatore Kameyama e a seguito di ciò perse i favori di Go-Fukakusa, che provava una forte antipatia per il rivale. Quando la moglie di Go-Fukakusa propose l'espulsione della poetessa dalla corte nel 1283, quest'ultimo quindi non si oppose.
Dopo essere stata espulsa, Lady Nijō descrive la sua partecipazione ad uno dei maggiori eventi della corte: il compleanno di Lady Kitayama nel 1285. Nel quarto e quinto libro Nijō narra dei pellegrinaggi compiuti in famosi luoghi, città e templi. dopo aver preso i voti come monaca buddista. Descrive gli incontri con importanti personaggi del governo militare, signori feudali, persone comuni e prostitute, e rivela la sua vicinanza alla corrente amidista del buddismo, di cui riporta leggende esemplari. Durante il suo viaggio Nijō vedrà Go-Fukakusa ancora due volte, dopo che quest'ultimo prese i voti religiosi: la prima volta nel tempio Hachiman di Iwashimizu e la seconda alla morte dell'uomo. Nonostante il loro passato, Nijō e l'ex-imperatore mantennero una forte amicizia e Nijō stessa ammise che Go-Fukakusa l'aveva trattata molto bene. Il memoriale si conclude nel 1306, all'anniversario della morte dell'ex-imperatore, durante il quale la poetessa incontra l'imperatrice Yugi, l'unica persona rimasta nella corte che ancora si ricordi di lei. Questo incontro, dopo anni di lutto, le fa ritrovare la pace.
Il resoconto di Lady Nijō sulla vita nella capitale rivela l'influenza esercitata dalla cultura Heian nella scrittura e nei modelli di comportamento sociale del periodo kamakura. Il Genji Monogatari, scritto due secoli e mezzo prima, rimane ancora un riferimento privilegiato per Nijō e i suoi contemporanei. Ad esempio, il concerto descritto nel terzo libro, durante il quale avviene un litigio fra Nijō e il nonno, è una deliberata replica del concerto raccontato nel Genji. Il parto della figlia avuta con Akebono ricorda quello di Lady Aoi, la prima moglie di Genji.
Data la grande importanza attribuita alla poesia nelle funzioni ufficiali, nessuna opera letteraria della corte imperiale è scritta completamente in prosa. Anche in Towazugatari la presenza della poesia è molto significativa. Le 169 poesie che accompagnano il testo, oltre che rispondere alla necessità di rispettare i canoni letterari definiti dalla tradizione, rappresentano anche un mezzo con cui Nijō dà forma alla propria creatività e alla propria concezione del mondo. Se alludono spesso alle grandi opere letterarie passate, includono anche precetti e simboli buddisti attraverso i quali l'autrice espone la propria percezione della vita, della morte e del tempo.
Il Towazugatari non segue una linea cronologica, né è sempre fedele alla realtà: contiene elementi letterari, combina scandalose relazioni e viaggi compiuti con una sincera motivazione religiosa, e non sempre è possibile distinguere ciò che è realmente accaduto con ciò che non lo è. Annoverato nel genere dei diari (nikki), il Towazugatari viene collocato nella sottocategoria dei "diari d'arte", nei quali il resoconto dei fatti si mescola alla libertà artistica di aggiungere e inventare. A differenza degli altri diari scritti nello stesso periodo, il Towazugatari mostra una sua unità e coerenza: gli episodi possono essere letti come storie indipendenti, ma allo stesso tempo sono componenti essenziali per l'avanzamento della trama. La loro giustapposizione serve a creare tensione e anticipazione, rendendo l'opera interessante da leggere nella sua interezza. Due sono i temi sviluppati nel memoriale: l'amore che Nijō prova per Go-Fukakusa e la sua ricerca della verità spirituale. Contrariamente ai suoi contemporanei che tendono ad idealizzare le persone ed escludere le parti peggiori degli esseri umani, Nijō include tutti gli elementi dell'esperienza umana, sia quelli positivi che negativi. La sintesi tra creatività e ricerca spirituale rendono quest'opera unica del suo genere.

### Edizioni e traduzioni
La prima trascrizione del Towazugatari è stata pubblicata da Tokuhei Yamagishi nel 1950 come parte della serie di 23 volumi dal titolo Zushoryō shozō Katsura no Miya-bon sōsho. Nel 1966 sono state pubblicate due edizioni, una ad opera di Tokujiro Tomikura, l'altra di Kasumi Tsugita, entrata a far parte della Nihon koten bungaku zensho; entrambe sono comple di note in giapponese moderno per rendere il libro comprensibile anche nell'ambito non accademico. Nel luglio dello stesso anno Norio Nakada ha pubblicato il Towazugatari Zhenshaku.
La prima traduzione in lingua inglese è stata pubblicata nel 1973 con il titolo The Confessions of Lady Nijō, la cui autrice, Karen Brazell, per il suo lavoro di traduzione è stata premiata con il prestigioso American National Book Award.
L'anno seguente è stata pubblicata una seconda traduzinone intitolata Lady Nijō's Own Story. The Candid Diary of a Thirteenth-century Japanese Imperial concubine ad opera di Wilfred Whitehouse e Eizo Yanagisawa.
La traduzione italiana Towazugatari – Diario di una Concubina Imperiale è stata pubblicata nel 1981 dalla casa editrice Editoriale Nuova, con introduzione e traduzione di Lydia Origlia.

### Adattamenti
Oltre alle varie traduzioni, il Towazugatari ha ricevuto molti adattamenti da cui sono stati ricavati vari film, manga, live-action, romanzi e opere teatrali. Un esempio è il manga GoFukakusa-in Nijō di Miya Chie o la live-action Top Girls.